# Eleições estaduais no Amapá em 2018
As eleições estaduais no Amapá em 2018 foram realizadas em 7 de outubro, como parte das eleições gerais no Brasil. Os amapaenses aptos a votar elegeram seus representantes na seguinte proporção: oito deputados federais, dois senadores e vinte quatro e quatro deputados estaduais. De acordo com a legislação eleitoral, como nenhum dos candidatos aos cargos de governador atingiu mais de 50% dos votos válidos, um segundo turno foi realizado em 28 de outubro, com Waldez Góes sendo reeleito para um segundo mandato com 52,35% dos votos válidos, derrotando Capi, com 47,65%.
Para o Senado Federal, o então senador Randolfe Rodrigues (REDE) foi reeleito e Lucas Barreto (PTB) foi  eleito para ocupar a cadeira pertencente a João Capiberibe, que concorreu ao governo do Amapá. Eles tiveram, respectivamente, 37,96% e 18,38% dos votos.

## Regras

### Governador e vice-governador
No geral, as regras para as eleições presidenciais também se aplicam às distritais. Isto é, as eleições têm dois turnos; se nenhum dos candidatos alcançar maioria absoluta dos votos válidos, um segundo turno entre os dois mais votados acontece.

### Senador
Conforme rodízio previsto para as eleições para o Senado, em 2018, duas vagas para cada UF seria disputada para o mandato de 8 anos. Os 2 candidatos mais votados exercerão o mandato entre 2019 e 2026. Nas eleições legislativas, não há segundo turno.

## Candidatos

### Candidatos a governador do Amapá[2]
Cinco candidatos disputaram o governo do Amapá:
- Waldez Góes (PDT): O atual governador do Amapá Waldez Góes foi confirmado pelo PDT como candidato a reeleição. A decisão foi por aclamação e confirmada em convenção no dia 4 de julho, em um ginásio na orla de Macapá. O empresário Jaime Nunes (PROS), foi anunciado como candidato a vice.[4] Waldez Góes nasceu em Gurupá, no Pará em 1962. Disputou pela primeira vez um cargo em 1990, sendo o deputado estadual mais votado naquela disputa. Foi reeleito em 1994.Candidatou-se ao governo do amapá em 1998,sendo derrotado por João Capiberibe Em 2002, na segunda tentativa, foi eleito governador do Amapá, cargo que ocupou até 2010, sendo escolhido novamente em 2014. Conta com o apoio de 10 partidos: PDT, MDB, PROS, PTB, PRB, DC, PCdoB, PMB, PRP e PTC.

- João Capiberibe (PSB): O PSB confirmou em convenção feita no dia 4 de julho a candidatura do senador João Capiberibe.  O vice na chapa seria o professor Marcos Roberto, do PT, mas posteriormente substituído por Andreia Tolentino.[5] Nascido em Afuá (PA), Capi já foi prefeito de Macapá de 1989 a 1992, e governador do Amapá de 1995 a 2002. Foi senador da República de 2011 à 2019. Além do PSB, conta também com o apoio do PT.

- Davi Alcolumbre (DEM): O DEM confirmou o nome de Davi Alcolumbre como candidato ao governo do Amapá em 3 de julho, durante convenção regional em Macapá. A vice na chapa será a enfermeira Silvana Vedovelli, do PP.[6] Alcolumbre tem 41 anos e estudou economia antes de ingressar na política pela primeira vez em 2000. Foi o vereador eleito mais jovem de Macapá. Foi escolhido deputado federal em três mandados consecutivos (2002, 2006 e 2010) em 2014 conquistou vaga no Senado Federal. Sua coligação é formada pelas seguintes siglas: DEM, PP, REDE, PSDB, PSD, PSC, SD, PODEMOS, PPL, AVANTE e PATRI.

- Cirilo Fernandes (PSL): Em 4 de julho, o PSL oficializou Cirilo Fernandes para a disputa ao governo do Amapá. É a primeira vez que ele concorre ao cargo e terá o colega de legenda e policial Jozean Torres como candidato a vice. A decisão foi por aclamação na convenção partidária.[7] Cirilo Fernandes é amapaense. Na política, testou o nome para deputado estadual e vereador. Ele informou que o eixo central das propostas de governo será a economia. Apesar de ser a primeira disputa ao Executivo, o candidato do PSL já disputou eleições anteriores para deputado e vereador, mas não conseguiu se eleger. Conta com o apoio de quatro siglas: PSL, PR, PPS e PHS.

- Gianfranco Gusmão (PSTU): O PSTU definiu no dia 27 de julho o nome do professor Gianfranco Gusmão, 45 anos, como candidato ao governo do Amapá nas eleições de 2018. A vice na chapa é o cobrador de ônibus Amiraldo Brito, do mesmo partido.[8] Gianfranco Gusmão de Azevedo, de 45 anos, é professor das redes pública e privada no estado e milita no PSTU há mais de duas décadas. Ele disputará um cargo político pela primeira vez.

| Candidato(a) a governador(a)                               | Candidato(a) a governador(a)                               | Candidato(a) a governador(a)                               | Candidato(a) a vice-governador(a)                          | Número                                                     | Coligação/Partido                                                                            | Tempo de horário eleitoral |
| ---------------------------------------------------------- | ---------------------------------------------------------- | ---------------------------------------------------------- | ---------------------------------------------------------- | ---------------------------------------------------------- | -------------------------------------------------------------------------------------------- | -------------------------- |
|                                                            |                                                            | Davi Alcolumbre DEM                                        | Silvana Vedovelli PP                                       | 25                                                         | União e Trabalho pelo Amapá (DEM, PP, AVANTE, REDE, PSDB, PSD, PSC, SD, PPL, PODE, PATRI)    | 3:10                       |
|                                                            |                                                            | Cirilo Fernandes PSL                                       | Sargento Jozean Torres PSL                                 | 17                                                         | O Amapá que queremos (PSL, PR, PPS, PHS)                                                     | 1:01                       |
|                                                            |                                                            | Waldez Góes PDT                                            | Jaime Nunes PROS                                           | 12                                                         | Com a Força do povo por mais conquistas (PDT, PROS, MDB, PTB, PRB, PMB, DC, PCdoB, PRP, PTC) | 2:42                       |
|                                                            |                                                            | Gianfranco Gusmão PSTU                                     | Amiraldo Brito PSTU                                        | 16                                                         | Partido Socialista dos Trabalhadores Unificado PSTU                                          | 0:10                       |
|                                                            |                                                            | João Capiberibe PSB                                        | Andréia Tolentino PSB                                      | 40                                                         | Com o povo para avançar (PSB, PT)                                                            | 1:55                       |
| Apresentação de acordo com a ordem da propaganda eleitoral | Apresentação de acordo com a ordem da propaganda eleitoral | Apresentação de acordo com a ordem da propaganda eleitoral | Apresentação de acordo com a ordem da propaganda eleitoral | Apresentação de acordo com a ordem da propaganda eleitoral | Apresentação de acordo com a ordem da propaganda eleitoral                                   | Sobras: 0:06               |

- Sem lançar apoio formal a nenhum postulante ao Governo, após uma decisão feita na convenção partidária realizada em 4 de agosto, os partidos PV, PSOL e PMN  formaram a coligação neutra Força e Trabalho, que lançou candidaturas a deputado federal e estadual, além do advogado Wagner Gomes (PMN) ao Senado. No segundo turno, a coligação declarou apoio a João Capiberibe.
- Já o PCB declarou neutralidade nesse pleito, lançando apenas o nome de Joaquina Lino ao Senado. O PRTB também declarou neutralidade no estado, mas não lançou candidatura a nenhum cargo público.
- PCO e NOVO não lançaram candidatura a nenhum cargo político por ainda não terem diretório estadual no Amapá

#### Impugnações
Em outubro, o Tribunal Regional Eleitoral indeferiu as candidaturas dos partidos PT, PPS e PATRI. Os partidos tiveram seus Demonstrativos de Regularidade de Atos Partidários – DRAP’s - indeferidos pelo TRE-AP por falta de prestação de contas, o que resultou na suspensão do registro do órgão de direção dos partidos e  impede que participem das eleições. A decisão não só impugnou os candidatos a deputado estadual e federal das siglas, como também os candidatos ao  Senado Jorge Amanajás (PPS) e Janete Capiberibe (PSB),cujos suplentes são do PT; além destes, João Capiberibe também teve a candidatura indeferida pelo seu vice Marcos Roberto ser do PT, não havendo tempo para troca na chapa. Pouco depois, a candidatura de Capi foi deferida de novo, e Marcos foi substituído por Andréia Tolentino (PSB).

## Candidatos a senador
- REDE

O partido oficializou em convenção realizada em 4 de agosto o nome de Randolfe Rodrigues a reeleição. Nascido em Garanhuns no ano de 1973, Randolfe é formado em História, além de ser professor universitário. Entrou para a política em 1998, ao ser eleito deputado estadual pelo PT, sendo reeleito em 2002. Em 2010, já filiado ao PSOL, foi eleito Senador da República com a votação mais alta já dada a um senador.
- PTB

O partido confirmou o nome de Lucas Barreto  na disputa ao senado. Lucas, de 53 anos, é empresário e foi deputado estadual por quatro mandatos (entre 1991 e 2006), candidatou-se a outras eleições majoritárias para os cargos de prefeito (2008) de Macapá e governador do estado (2010), nesse chegando ao segundo turno. O último mandato dele foi como vereador, eleito em 2012.
- PSB

O partido lançou o nome de Janete Capiberibe como candidata ao Senado. Janete iniciou sua militância política no movimento estudantil secundarista e no PCB no período da Ditadura militar. Também integrou a Ação Libertadora Nacional, de Carlos Marighella.  De volta ao Amapá, Janete elegeu-se vereadora em 1988, Deputada Estadual por três mandatos e Secretária da Indústria, Comércio, Mineração e Ecoturismo do Estado do Amapá. Em 2002 foi a Deputada Federal mais votada do Estado, com 23.203 votos válidos. Em 2004 teve o mandato cassado pelo TSE junto com o marido, João Capiberibe, ambos acusados por duas testemunhas de terem comprado seus votos. Após o período de inelegibilidade, foi eleita novamente para a Câmara dos Deputados em 2006, 2010 e 2014, sempre como a mais votada do Amapá. É mãe do ex-governador do Amapá Camilo Capiberibe.
- PSDB

O ex-senador e ex-deputado Sebastião Bala Rocha foi lançado pelo PSDB como segundo candidato ao Senado pela coligação União e Trabalho pelo Amapá, ao lado de Randolfe. Médico ginecologista, Bala tem 60 anos. Já foi secretário de Saúde do estado, deputado estadual, deputado federal e senador pelo Amapá. Iniciou a carreira na política em 1990 quando foi eleito deputado estadual pelo PSDB. Em 1994, conseguiu lugar no Senado pelo PDT, mas não conseguiu se reeleger em 2002. Ainda concorreu às prefeituras de Macapá e Santana, não obtendo êxito. Em 2006 foi escohido deputado federal, sendo reeleito em 2010.Em 2014, filiado ao Solidariedade, concorreu a reeleição, ficando apenas como suplente.
- PTC

O partido apresentou o nome de Guaracy Batista Jr como candidato ao Senado. Empresário, ruralista e pastor, Guaracy Júnior concorre pela primeira vez ao Senado Federal. Ele é radicado no Amapá há mais de dez anos e pastor da Igreja Quadrangular há duas décadas.
- MDB

O partido lançou dois nomes para concorrer ao Senado Federal: o ex-senador Gilvam Borges e a ex-deputada federal Fátima Pelaes. Socióloga e evangélica, Fátima Pelaes, de 59 anos, foi nomeada secretária de Políticas para as Mulheres, vinculada ao Ministério da Justiça, do Governo Federal, em 2016 e deixou o cargo no dia 5 de abril. Ela também foi deputada federal por cinco mandatos (entre 1991 e 2002; e entre 2007 e 2014). Concorreu ainda ao governo do estado em 2002 e a prefeitura de Macapá em 2008. O sociólogo e empresário Gilvam Borges, de 59 anos, tenta voltar ao Congresso Nacional onde atuou como deputado federal de 1991 a 1995 e senador por dois mandatos, de 1995 a 2005. Gilvam concorreu à prefeitura de Macapá em 2016, sendo o segundo mais votado.  Os dois concorrem em chapa própria, isto é, sem coligação com outros partidos.
- PPS

O professor e ex-deputado estadual Jorge Amanajás foi lançado como candidato do PPS ao Senado Federal. Natural de Chaves (Pará), no Pará, Jorge tem 51 anos e foi eleito deputado estadual pela primeira vez em 1998, cargo que ocupou até 2011. Foi candidato ao governo do Amapá em 2010 e 2014. Atualmente é secretário de Estado no governo de Waldez Góes, descompatibilizando-se para disputar a atual eleição.
- PSL

Em convenção estadual o partido anunciou o nome do advogado Ricardo Santos ao cargo de senador. O advogado trabalhista é natural de São Paulo e mora no Amapá desde 1992. Ele conta que constituiu família no estado e nunca mais saiu. Há 12 anos candidatou-se a vereador, mas reconhece que agora está mais preparado para disputar à vaga ao Senado.
- PCB

A funcionária pública e militante do movimento feminista Joaquina Lino é a candidata do PCB ao Senado. Lino já foi candidata aos cargos de vereador e deputado estadual, não sendo eleita a nenhum dos cargos. A candidata não se coligou com nenhum outro partido.
- PSTU

Em chapa própria é lançado o nome do médico Davi Silva ao cargo de senador. Davi  tem 47 anos e é advogado há duas décadas. Filiado ao PT por quase duas décadas, Davi Silva está no PSTU desde 2017 e concorre a um cargo eletivo pela primeira vez. Como advogado, sempre atuou como assessor jurídico de entidades sindicais do estado e por ter essa aproximação com a luta dos trabalhadores, diz vir concorrer ao senado.
- PMN

O partido lançou o advogado Wagner Gomes na disputa, participando pela primeira vez de uma eleição. Jorge Wagner Gomes nasceu em Cametá e atua na advocacia há quarenta anos. O advogado de 65 anos teve três experiências anteriores em pleitos eleitorais. Ele concorreu pelo PT, também ao cargo de senador, nos anos de 1990 e 1994, e, em 2014 compôs uma chapa como vice-governador, não sendo eleito em nenhum dos casos .
| Candidato(a) a senador                                     | Candidato(a) a senador                                     | Candidato(a) a senador                                     | Candidatos a suplente                                      | Número                                                     | Coligação/Partido                                                                     | Tempo de Horário Eleitoral |  |
| ---------------------------------------------------------- | ---------------------------------------------------------- | ---------------------------------------------------------- | ---------------------------------------------------------- | ---------------------------------------------------------- | ------------------------------------------------------------------------------------- | -------------------------- |  |
|                                                            |                                                            | Janete Capiberibe PSB                                      | 1º: Marco Nunes (PT) 2º: Sandra Almeida (PT)               | 400                                                        | Com o povo para avançar (PSB, PT)                                                     | 1:31                       |  |
|                                                            |                                                            | Pastor Guaracy PTC                                         | 1º: Joselyo Aguiar (PTC) 2º: Joelma Chagas (PTC)           | 360                                                        | Partido Trabalhista Cristão PTC                                                       | 0:08                       |  |
|                                                            |                                                            | Joaquina Lino PCB                                          | 1º: Marileide Lopes (PCB) 2º: Manoel Reinaldo (PCB)        | 212                                                        | Partido Comunista Brasileiro PCB                                                      | 0:04                       |  |
|                                                            |                                                            | Davi Silva PSTU                                            | 1º: Elisângela Marques (PSTU) 2º: Sérgio Fernando (PSTU)   | 161                                                        | Partido Socialista dos Trabalhadores Unificado PSTU                                   | 0:04                       |  |
|                                                            |                                                            | Gilvam Borges MDB                                          | 1º: Geovani Borges (MDB) 2º: Miguel Borges (MDB)           | 152                                                        | Movimento Democrático Brasileiro MDB                                                  | 1:00                       |  |
|                                                            |                                                            | Fátima Pelaes MDB                                          | 1º: Wanderley Azevedo (MDB) 2º: Lúcia Coelho (MDB)         | 151                                                        | Movimento Democrático Brasileiro MDB                                                  | 1:00                       |  |
|                                                            |                                                            | Jorge Amanajás PPS                                         | 1º: Sonize Barbosa (PPS) 2º: Josmar Pinto (PR)             | 231                                                        | O Amapá que queremos (PSL, PR, PHS, PPS)                                              | 0:46                       |  |
|                                                            |                                                            | Ricardo Almeida PSL                                        | 1º: Rose Miranda (PSL) 2º: Nelson Almeida (PSL)            | 177                                                        | O Amapá que queremos (PSL, PR, PHS, PPS)                                              | 0:46                       |  |
|                                                            |                                                            | Lucas Barreto PTB                                          | 1º: Paulo Alburquerque (PTB) 2º: Nelson Souza (PTB)        | 147                                                        | Partido Trabalhista Brasileiro PTB                                                    | 0:46                       |  |
|                                                            |                                                            | Wagner Gomes PMN                                           | 1º: Rubem Bemerguy (PMN) 2º: Daniel Fortuna “Paizão” (PMN) | 333                                                        | Força e Trabalho (PMN, PSOL, PV)                                                      | 0:18                       |  |
|                                                            |                                                            | Sebastião Bala Rocha PSDB                                  | 1º: Dorimar Barbosa (PSDB) 2º: Edival Tork (PSDB)          | 450                                                        | Trabalho e União pelo Amapá (DEM, PP, PSDB, REDE, PSD, PSC, PODE, PPL, AVANTE, PATRI) | 2:37                       |  |
|                                                            |                                                            | Randolfe Rodrigues REDE                                    | 1º: Alberto David (PPL) 2º: Pastor Orlando Gaia (REDE)     | 180                                                        | Trabalho e União pelo Amapá (DEM, PP, PSDB, REDE, PSD, PSC, PODE, PPL, AVANTE, PATRI) | 2:37                       |  |
| Apresentação de acordo com a ordem da propaganda eleitoral | Apresentação de acordo com a ordem da propaganda eleitoral | Apresentação de acordo com a ordem da propaganda eleitoral | Apresentação de acordo com a ordem da propaganda eleitoral | Apresentação de acordo com a ordem da propaganda eleitoral | Apresentação de acordo com a ordem da propaganda eleitoral                            | Sobras: 0:07               |  |

## Resultados

### Governador
| Candidato(a)             | Vice                     | 1º turno 7 de outubro de 2018 | 1º turno 7 de outubro de 2018 | 2º turno 28 de outubro de 2018 | 2º turno 28 de outubro de 2018 |
| Candidato(a)             | Vice                     | Total                         | Percentagem                   | Total                          | Percentagem                    |
| ------------------------ | ------------------------ | ----------------------------- | ----------------------------- | ------------------------------ | ------------------------------ |
| Waldez Góes (PDT)        | Jaime Nunes (PROS)       | 133.214                       | 33,55                         | 191.741                        | 52,35                          |
| João Capiberibe (PSB)    | Andréia Tolentino (PSB)  | 119.500                       | 30,10                         | 174.540                        | 47,65                          |
| Davi Alcolumbre (DEM)    | Silvana Vedovelli (PP)   | 94.278                        | 23,75                         |                                |                                |
| Cirilo Fernandes (PSL)   | Sargento Torres (PSL)    | 45.197                        | 11,38                         |                                |                                |
| Gianfranco Gusmão (PSTU) | Amiraldo Brito (PSTU)    | 4.818                         | 1,21                          |                                |                                |
| → Total de votos válidos | → Total de votos válidos | 397.007                       | 93,11                         | 336.281                        | 92,80                          |
| → Votos em branco        | → Votos em branco        | 6.618                         | 1,55                          | 6.169                          | 1,56                           |
| → Votos nulos            | → Votos nulos            | 22.757                        | 5,34                          | 22.253                         | 5,64                           |
| Total de Inscritos       | Total de Inscritos       | 426.365                       | 83,31                         | 394.680                        | 77,12                          |
| Abstenções               | Abstenções               | 85.442                        | 16,69                         | 117.123                        | 22,88                          |
| Total                    | Total                    | 426.382                       | 100                           | 394.703                        | 100                            |

| Partido | Partido | Candidato  | Votos   | Votos (%) |
| ------- | ------- | ---------- | ------- | --------- |
|         | PDT     | Waldez     | 133 214 | 33,55%    |
|         | PSB     | Capi       | 119 500 | 30,1%     |
|         | DEM     | Davi       | 94 278  | 23,75%    |
|         | PSL     | Cirilo     | 45 197  | 11,38%    |
|         | PSTU    | Gianfranco | 4 818   | 1,21%     |
| Totais  | Totais  | Totais     | 397 007 |           |

| Partido | Partido | Candidato | Votos   | Votos (%) |
| ------- | ------- | --------- | ------- | --------- |
|         | PDT     | Waldez    | 191 741 | 52,35%    |
|         | PSB     | Capi      | 174 540 | 47,65%    |
| Totais  | Totais  | Totais    | 366 281 |           |

### Senador
Os candidatos Janete Capiberibe (PSB),  Jorge Amanajás (PPS) e Joaquina Lino (PCB) não tiveram seus votos calculados devido a problemas em suas candidaturas junto ao TSE.
| Candidato(a)             | Turno único 7 de outubro de 2018 | Turno único 7 de outubro de 2018 |
| Candidato(a)             | Total                            | Percentagem                      |
| ------------------------ | -------------------------------- | -------------------------------- |
| Randolfe (REDE)          | 264.798                          | 46,26%                           |
| Lucas Barreto (PTB)      | 128.186                          | 22,39%                           |
| Janete Capiberibe (PSB)  | 125.123                          | 0,00%                            |
| Jorge Amanajás (PPS)     | 52.678                           | 0,00%                            |
| Bala Rocha (PSDB)        | 45.999                           | 8,04%                            |
| Guaracy Júnior (PTC)     | 40.558                           | 7,09%                            |
| Fátima Pelaes (MDB)      | 40.405                           | 7,06%                            |
| Gilvam Borges (MDB)      | 29.360                           | 5,13%                            |
| Dr. Ricardo Santos (PSL) | 11.882                           | 2,08%                            |
| Joaquina Lino (PCB)      | 6.102                            | 0,00%                            |
| Davi Silva (PSTU)        | 5.641                            | 0,99%                            |
| Wagner Gomes (PMN)       | 5.604                            | 0,98%                            |
| → Total de votos válidos | 572.432                          | 67,13%                           |
| → Votos em branco        | 32.187                           | 3,77%                            |
| → Votos nulos            | 248.145                          | 29,10%                           |
| → Votos anulados         | 163.903                          | 0,28%                            |
| Total                    | 852.764                          | 83,31%                           |
| Abstenções               | 85.442                           | 16,69%                           |
| Eleitorado apto          | 938.186                          | 938.186                          |

| Partido | Partido | Candidato | Votos   | Votos (%) |
| ------- | ------- | --------- | ------- | --------- |
|         | REDE    | Randolfe  | 264 799 | 37,96%    |
|         | PTB     | Lucas     | 128 186 | 18,38%    |
|         | PSDB    | Bala      | 45 999  | 6,59%     |
|         | PTC     | Guaracy   | 40 558  | 5,81%     |
|         | MDB     | Fátima    | 40 405  | 5,79%     |
|         | MDB     | Gilvam    | 29 360  | 4,21%     |
|         | PSL     | Santos    | 11 882  | 1,7%      |
|         | PSTU    | Davi      | 5 641   | 0,81%     |
|         | PMN     | Wagner    | 5 605   | 0,8%      |
|         | PSB     | Janete    | 125 123 | 17,94%    |
|         | PPS     | Jorge     | 0       | 0%        |
|         | PCB     | Joaquina  | 0       | 0%        |
| Totais  | Totais  | Totais    | 697 558 |           |

## Deputados federais eleitos
O Amapáteve 120 candidatos aptos para concorrer a 8 das 513 cadeiras de deputado federal na Câmara dos Deputados do Brasil.

Representação eleita
  PP: 1
  PRB: 1
  PSB: 1
  PR: 1
  PROS: 1
  PSDB: 1
  PCdoB: 1
  AVANTE: 1

| Candidato(a)      | Partido | Votos  | Percentual | Cidade de origem | Unidade federativa |
| ----------------- | ------- | ------ | ---------- | ---------------- | ------------------ |
| Camilo Capiberibe | PSB     | 24.987 | 6,85%      | Santiago         | Chile              |
| Acácio Favacho    | PROS    | 19.111 | 5,24%      | Macapá           | Amapá              |
| Vinícius Gurgel   | PR      | 18.818 | 5,16%      | Macapá           | Amapá              |
| Aline Gurgel      | PRB     | 16.519 | 4,53%      | Macapá           | Amapá              |
| Marcivânia Flecha | PCdoB   | 14.196 | 3,89%      | Macapá           | Amapá              |
| Luiz Carlos       | PSDB    | 14.096 | 3,86%      | Amapá            | Amapá              |
| André Abdon       | PP      | 12.856 | 3,52%      | Belém            | Pará               |
| Leda Sadala       | AVANTE  | 11.301 | 3,10%      | Almeirim         | Pará               |

## Deputados estaduais eleitos
Representação eleita
  PR: 4
  DEM: 2
  PTC: 2
  PP: 1
  PSOL: 1
  MDB: 1
  PDT: 1
  PSD: 1
  PSB: 1
  PSDB: 1
  PTB: 1
  DC: 1
  PPL: 1
  PSC: 1
  PRP: 1
  PRB: 1
  PMB: 1
  REDE: 1
  SD: 1

### Deputados estaduais eleitos
O Amapá teve 482 candidatos aptos para concorrer a 24 cadeiras de deputado estadual na Assembleia Legislativa do Amapá.
| Candidato(a)      | Partido | Votos | Percentual | Cidade de origem | Unidade federativa |
| ----------------- | ------- | ----- | ---------- | ---------------- | ------------------ |
| Alliny Serrão     | DEM     | 8.987 | 2,35%      | Almeirim         | Pará               |
| Marília Góes      | PDT     | 8.950 | 2,34%      | Belém            | Pará               |
| Dr.Furlan         | PTB     | 7.512 | 1,97%      | San José         | Costa Rica         |
| Kaká Barbosa      | PR      | 7.201 | 1,89%      | Recife           | Pernambuco         |
| Edna Auzier       | PSD     | 6.632 | 1,74%      | Santana          | Amapá              |
| Max da AABB       | SD      | 6.124 | 1,60%      | Breves           | Pará               |
| Pastor Oliveira   | PRB     | 5.852 | 1,53%      | Benevides        | Pará               |
| Luciana Gurgel    | PR      | 4.897 | 1,53%      | Macapá           | Amapá              |
| Telma Gurgel      | PRP     | 5.601 | 1,47%      | Macapá           | Amapá              |
| Junior Favacho    | DEM     | 5.585 | 1,46%      | Macapá           | Amapá              |
| Jory Oeiras       | DC      | 5.466 | 1,43%      | Macapá           | Amapá              |
| Jaime Perez       | PTC     | 5.466 | 1,43%      | Macapá           | Amapá              |
| Doutor Jaci       | MDB     | 5.275 | 1,38%      | Macapá           | Amapá              |
| Diogo Senior      | PMB     | 5.188 | 1,36%      | Macapá           | Amapá              |
| Paulo Lemos       | PSOL    | 5.031 | 1,32%      | Baião            | Pará               |
| Telma Nery        | PSDB    | 4.942 | 1,29%      | Belém            | Pará               |
| Zezinho Tupinambá | PSC     | 4.184 | 1,10%      | Fortaleza        | Ceará              |
| Aldilene Souza    | PPL     | 4.107 | 1,08%      | Macapá           | Amapá              |
| Dr.Alberto Negrão | PP      | 4.079 | 1,07%      | Macapá           | Amapá              |
| Dr.Victor Amoras  | REDE    | 4.037 | 1,06%      | Macapá           | Amapá              |
| Paulinho Ramos    | PR      | 3.783 | 0,99%      | Macapá           | Amapá              |
| Cristina Almeida  | PSB     | 3.052 | 0,8%       | Macapá           | Amapá              |
| Charly Jhone      | PR      | 2.595 | 0,68%      | Macapá           | Amapá              |

## Pesquisas de intenção de voto

### Governo do Estado
| Período da pesquisa | Instituto | Margem de erro | Candidato  | Candidato    | Candidato  | Candidato    | Candidato     | Brancos ou Nulos | Não sabe |
| Período da pesquisa | Instituto | Margem de erro | Capi (PSB) | Waldez (PDT) | Davi (DEM) | Cirilo (PSL) | Gusmão (PSTU) | Brancos ou Nulos | Não sabe |
| ------------------- | --------- | -------------- | ---------- | ------------ | ---------- | ------------ | ------------- | ---------------- | -------- |
| 13/08 a 16/08/2018  | Ibope     | ±3%            | 33%        | 26%          | 20%        | 4%           | 2%            | 11%              | 4%       |
| 14/09 a 16/09/2018  | Ibope     | ±3%            | 32%        | 27%          | 25%        | 5%           | 1%            | 7%               | 3%       |

### Senado Federal
Levando em conta que para o senado o eleitor irá votar duas vezes, as pesquisas possuem um universo de 200%
| Período da pesquisa | Instituto | Margem de erro | Candidato       | Candidato    | Candidato   | Candidato    | Candidato    | Candidato      | Candidato | Brancos ou Nulos | Não sabe |
| Período da pesquisa | Instituto | Margem de erro | Randolfe (REDE) | Janete (PSB) | Lucas (PTB) | Gilvam (MDB) | Palaes (MDB) | Amanajás (PPS) | Outros    | Brancos ou Nulos | Não sabe |
| ------------------- | --------- | -------------- | --------------- | ------------ | ----------- | ------------ | ------------ | -------------- | --------- | ---------------- | -------- |
| 14/09 a 16/09/2018  | Ibope     | ±3%            | 59%             | 30%          | 22%         | 13%          | 12%          | 12%            | 26%       | 18%              | 8%       |